# 握手會

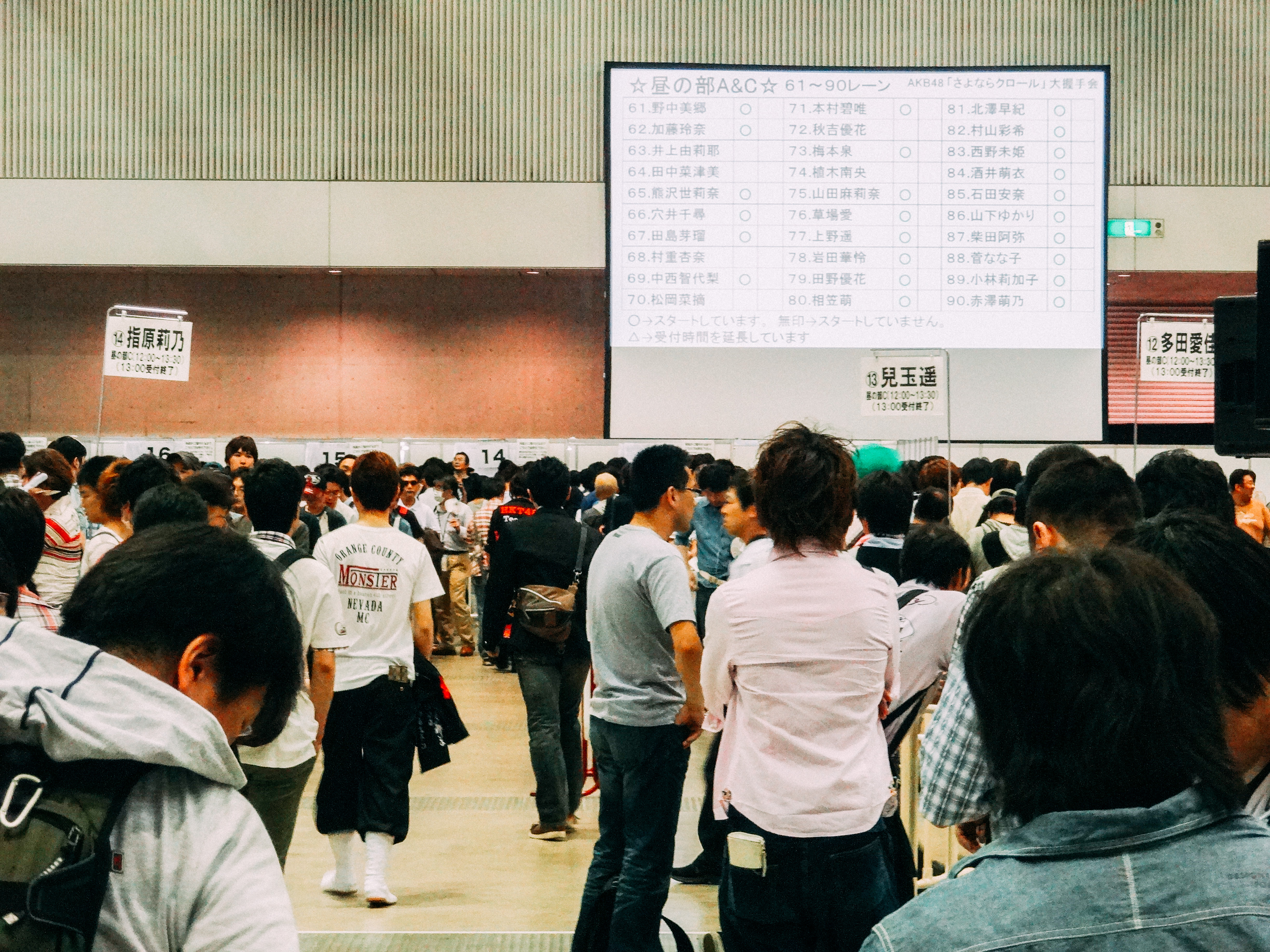
2013年6月於幕張展覽館舉行的AKB48《再見自由式》發賣紀念握手會，參加者分為多個行列排隊等待與各成員握手。

握手會（日语：／ Akushukai）是一種由藝人或著名人士與其支持者握手的活動，在日本尤其流行，同時是日本偶像團體常見舉辦的活動。目前在藝能界中以AKB48所舉辦的握手會比較著名和成功，而近年也開始有中国大陆、臺灣、韩国等地的藝人仿效舉辦。除了藝人以外，日本各大書店亦不時會舉辦作家和寫真偶像的握手會，以宣傳新作品。
Covid-19疫情在全球流行期間，藝人們的握手會因屬於群聚、以及涉及身體接觸的活動，因而被迫停辦；作為因應方法，唱片公司仿效視訊會議的概念，轉而為旗下藝人舉行線上的見面會；疫情趨緩後，見面會回归為實體活動。

## 簡介

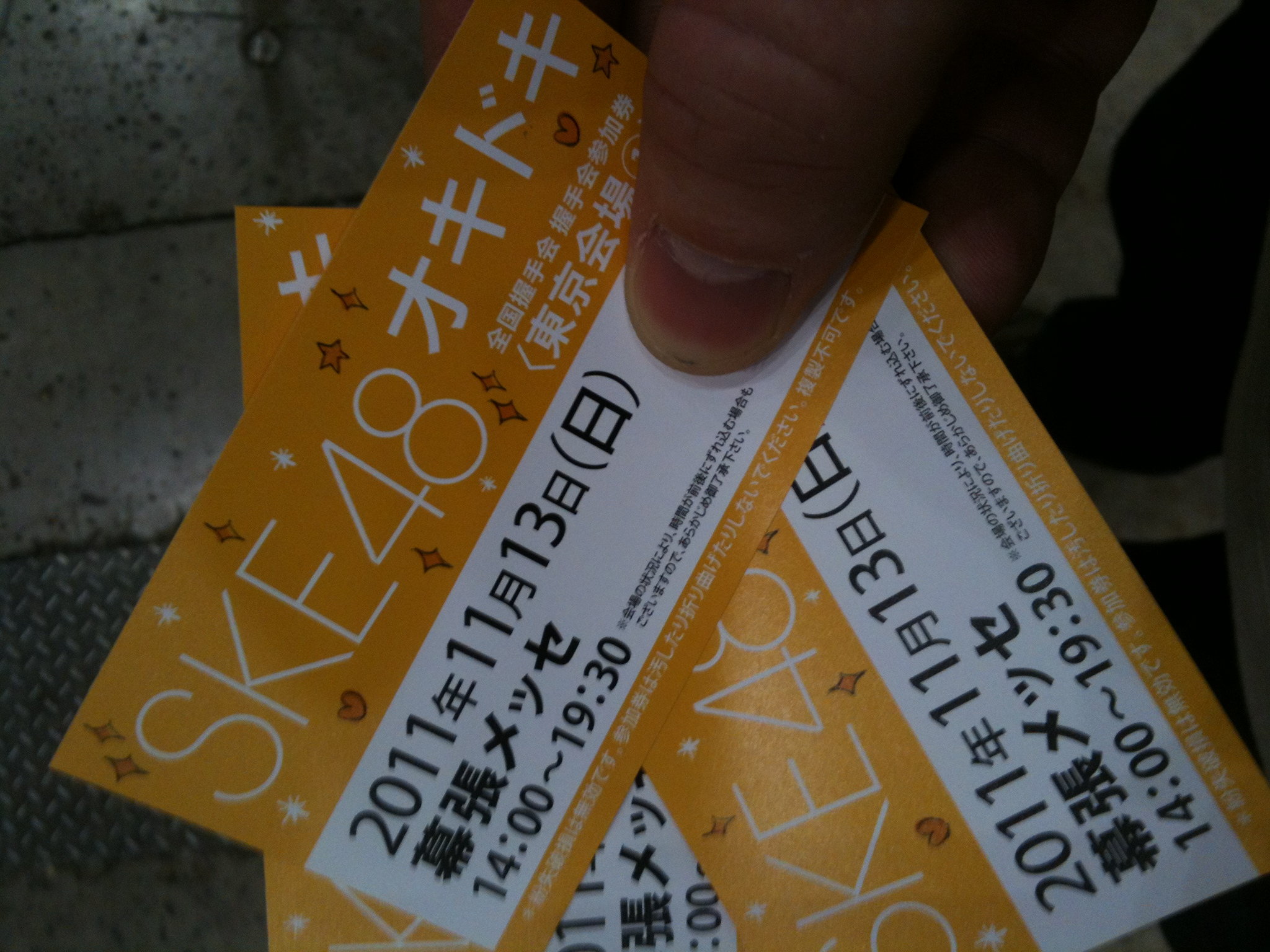
數張SKE48在幕張展覽館舉行的全國握手會參加券

握手會通常被唱片公司視為提高旗下藝人作品銷量和知名度的一種活動，支持者可以透過購買唱片和寫真集、參加演唱會和劇場舉辦的抽選或網上拍賣等不同途徑取得參加握手會的「參加券」。參加者可以憑參加券在主辦方指定的日期和時間到握手會會場換取正式入場門票，並與藝人握手，在握手期間也可以與藝人進行短時間的言語交流。握手會一般設有時限，以AKB48的握手會為例，每張入場券獲分配的時間一般為數秒，參加者的時限一到便需立即離開，否則會被工作人員驅逐。雖然每張參加券只允許換取一張入場門票參加握手會，但歌迷仍可以透過重複購買作品來獲取大量參加券，從而得到更多跟藝人交流的機會。

## 日本握手會

### AKB48

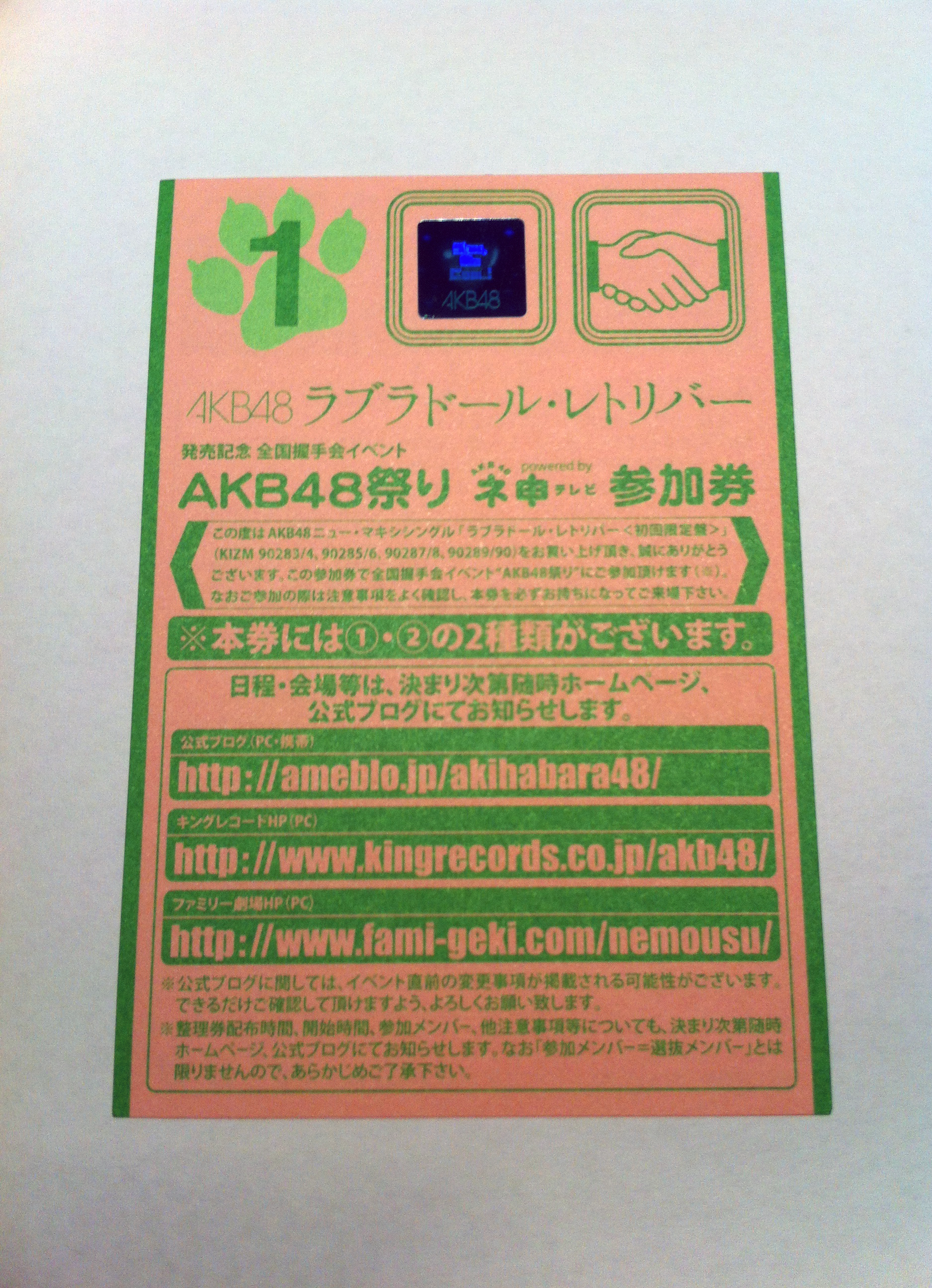
AKB48第36張單曲《拉布拉多獵犬》的全國握手會參加券

AKB48在成立時以「可以面對面的偶像」為理念，因此除了常規的劇場公演外也舉辦了握手會，讓支持者和歌迷能夠有機會與偶像面對面見面、交流。AKB48的第一次握手會舉辦於2005年12月16日，當日由於劇場舞台設備問題而無法進行公演，因此在沒有事先安排下臨時開始了握手會，當日只有約50名觀眾參加，也允許觀眾與喜歡的成員拍照合影，規限比現今寬鬆。
AKB48在成名後的握手會由唱片公司國王唱片主辦，分為「全国握手会」和「個別握手会」兩種形式，也有著嚴謹的參加機制。AKB48所發行的音樂作品通常分多個種類發售，歌迷可以透過購買內含一張參加券的「初回限定盤」版本唱片來獲得「全国握手会」的入場機會。參加「全国握手会」的成員在握手會的數日之前並不公開，但多數會是曾參加該張唱片製作的十多名「選拔組」成員。成員會在单曲發售後一段時間到日本全國的不同場地作小型現場演出，並在隨後舉行握手會。歌迷可以憑參加券在主辦方指定的日期和時間到握手會會場換取正式入場門票，並獲分派等候座位和握手時間，其後在入場門票分配的時間於不同行列排隊等候，最後進入多個長約5米、臨時搭建的帳篷中與成員握手。握手會場地搭建的臨時帳篷分別排成不同行列，在參加成員數量較多時可達20列，成員則同時在各自的帳篷中與參加者握手，每個帳篷中的成員數目也都有不同。全国握手會的握手時間僅有2至3秒，較受歡迎的成員每天最多會跟數千人握手，而每次活動的參加者可達一萬人。
在AKB48的「個別握手会」（又稱「大握手会」）中，歌迷需要在官方網站預購即將推出的音樂作品之「劇場盤」版本，並選定要握手的成員進行抽籤，抽中的話即可獲得「劇場盤」版本的CD以及一張該名成員的參加券，不過每個人最多只可以購買三張。與全国握手会不同，AKB48的全部成員（包括尚未正式入隊的「研究生」在內）都會參加「個別握手会」，而活動當日分為多個設有人數限制的時段（又稱「部」）。個別握手會的握手時間比全国握手會長，一般可達5至10秒，參加者可以運用三張入場門票與成員進行斷續的對話。
AKB48以及其姐妹團體也曾經到海外舉辦握手會，成員柏木由紀和加藤玲奈曾經在2014年2月到香港西九龍中心舉辦握手会，姊妹團體SKE48亦多次安排各名成員於同一地點舉行握手會。

NMB48歌迷在2ch網上論壇所撰寫的握手會報告，圖中可見歌迷（俺、僕）與成員（み、愛）的簡短對話。

在AKB48的握手會中，參加者不可以攜帶移动电话、攝影機或錄音器材進入會場，同時也必須在握手前讓工作人員檢查雙手，再用酒精、濕紙巾消毒，在保安較為嚴密的會場中更會檢查每個人的手提包，以確保成員安全和衛生。部分參加者會在握手會後於網上撰寫握手會報告（握手会レポ）來分享自己的經歷，而歌迷之間也會對成員的表現作評價，在握手期間反應較活躍、對粉絲較熱情的成員會被稱為「神對應」（神対応），反之缺乏笑容和交流的成員則會被標籤為「盐對應」（塩対応）。

### 其他
目前除了AKB48以及其姊妹團體外，不少日本偶像團體亦有舉辦握手會，例如早安少女組和桃色幸運草Z等女子組合。傑尼斯事務所旗下的Sexy Zone和SMAP都曾舉辦握手會，當中SMAP早於1991年9月8日便已經舉行了其第一次的握手會，當日組合於西武園遊樂場舉辦出道活動，為即將發售的出道單曲《Can't Stop!! -LOVING-》造勢，並冒著狂風即場舉辦握手會，與在場的全部一萬名支持者握手。另外，男性歌舞團體EXILE旗下的「放浪新世代」（GENERATIONS from EXILE TRIBE）也曾到臺北市舉辦粉絲握手會。
同時，一些藝人也會舉辦個別的握手會，例如屬於偶像組合「Rev. from DVL」的橋本環奈曾經在福岡巨蛋舉辦單獨的握手會，而EXILE的主唱兼表演者SHOKICHI也曾在大阪單獨舉辦附帶握手會的特別公開活動。有些作家會在書店舉辦握手會和簽名會，也有寫真偶像在書店舉辦握手會，為自己的寫真集作宣傳。此外，日本相撲協會也會不時為相撲手舉辦握手會和紀念攝影會。有一間書店的數名男店員更自行籌辦了一次握手会，並推出寫真集，與顧客合照和簽名。

### 虛擬人物
2014年4月26至27日於幕張展覽館舉行的「NicoNico超会議3 超Volcaloid感謝祭」中，有開發商運用VR實境視像眼鏡「Oculus Rift」和3D立體感應握手裝置「Novint Falcon」，設計出名為「Miku Miku Akushu」電子握手器，並將裝置化成虛擬人物「初音未來」舉辦握手會，讓參觀人士在虛擬空間中與角色握手。此前在4月12日，動畫《我係小忌廉》中的女主角「小忌廉」也使用了相同技術於东京立川市Cinema City舉辦虛擬握手會。

## 衍生問題

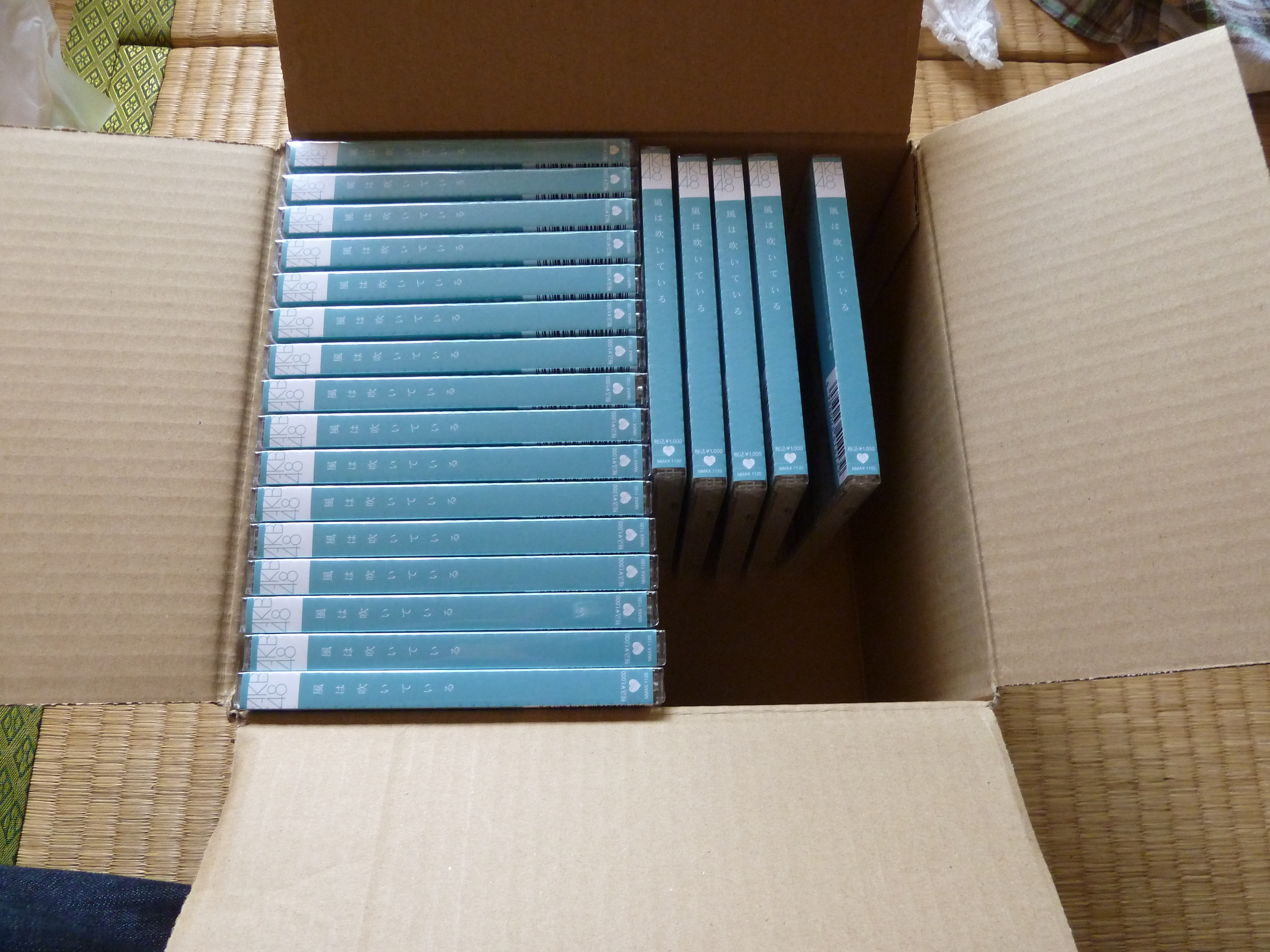
圖中所示為AKB48單曲《風正在吹》的劇場盤，部分歌迷大量購入相同的唱片以獲得握手會參加券。

在2011年9月10至11日於千葉縣幕張展覽館舉行的AKB48握手会中，有參加者對部分成員出言侮辱和舉中指，一度引起社會對於握手會的討論。此外，2014年5月25日發生的AKB48握手會傷人事件震驚日本娛樂圈，多組藝人於事件發生後取消握手會活動，當中包括桃色幸運草Z的姊妹組合私立惠比壽中學，安全問題受到社會的關注。AKB48其後宣布會在活動時加強保安和在劇場增設金屬探測器，避免同類事件再度發生。此外，握手會曾經衍生衛生問題，由於有傳言指有瘋狂歌迷在一次AKB48握手會上以沾有體液的雙手與成員握手，因此主辦方在其後開始強制要求所有握手會的參加者都必須消毒雙手並接受檢查。

## 銷量影響
對於AKB48的歌迷來說，由於購買的唱片越多，與AKB48成員握手的機會也更多，因此有歌迷為求在抽選中獲得更多入場門票而大量購入唱片，這種促銷方法被部分媒體批評為「搾取御宅族金錢」的「握手券商法」。同樣的例子也見於桃色幸運草Z身上，如她們在2014年5月推出第11張單曲《哭泣也無所謂喔》並未附送握手券，相較同一時期發售而附有握手券的單曲，如E-girls的《Diamond Only》（7.3萬張）和早安少女組。'14的《穿越時空 超越宇宙 / Password is 0》（11.9萬張），此單曲售出約6.7萬張，銷售數字屬於偏低；然而在同年3月，桃色幸運草Z於國立競技場舉辦的演唱會則成功吸引11萬名粉絲入場觀看，分析指此現象是出於桃色幸運草Z支持者的消費習慣，他們多數只會在YouTube聆聽歌曲，再到演唱會感受現場氣氛，相反並不熱衷於購買沒有附送特典的唱片，可見握手券對於唱片銷售影響之大。

## 外部連結
- http://48g.jp/handshake_reserved （页面存档备份，存于） （日語）
- http://akb48group.com/page01.html （页面存档备份，存于） （日語）